# Bludov (Kutná Hora-i járás)
Bludov település Csehországban, a Kutná Hora-i járásban. Bludov Bohdaneč, Černíny, Červené Janovice és Třebětín településekkel határos. Lakosainak száma 25 fő (2024. január 1.).

## Népesség
A település lakosságának változását az alábbi diagram mutatja:
| Lakosok száma | 180  | 131  | 153  | 83   | 35   | 25   | 29   | 24   | 19   | 25   |
|               | 1869 | 1900 | 1921 | 1961 | 1980 | 2011 | 2016 | 2019 | 2021 | 2024 |